# Mijanès
Mijanès es una comuna francesa situada en el departamento de Ariège, en la región de Occitania.

## Demografía
| 125 | 91 | 71 | 75 | 79 | 78 | 60 |
| Para los censos de 1962 a 1999 la población legal corresponde a la población sin duplicidades (Fuente: INSEE [Consultar]) |    |    |    |    |    |    |